# Головня, Александр Антонович
Александр Антонович Головня (6 декабря 1925 — 2 ноября 1996) — советский солдат, командир отделения 696-го стрелкового полка 383-й стрелковой дивизии 33-й армии 1-го Белорусского фронта. Герой Советского Союза.

## Биография
Родился 6 декабря 1925 года в станице Старотитаровская Темрюкского района (ныне — Краснодарского края) в семье рабочего. Русский. После окончания семилетки в родной станице Александр пошёл работать в колхоз, продолжавший функционировать и после начала войны. В августе 1942 года станицу оккупировали гитлеровцы. В 1943 году она была наводнена резервными вражескими частями, перебрасываемыми из Крыма для обороны «Голубой линии». После освобождения станицы в сентябре 1943 года ещё не достигший 18-летнего возраста Александр Головня как вольнонаёмный поступил на работу заготовщиком дров для походной кухни одного из тыловых подразделений 383-й стрелковой дивизии. Когда дивизия участвовала в форсировании Керченского пролива и завоевании плацдарма на крымском берегу, Головня оставался на Тамани. Только в апреле 1944 года, когда дивизия в составе Отдельной Приморской армии пошла в наступление в ходе Крымской операции, Александр Головня был призван в армию и определён в учебное подразделение. Пока он постигал премудрости боевой жизни, дивизия освободила город Феодосия, многие другие посёлки на южном берегу Крыма и участвовала в боях за Севастополь.
В мае 1944 года, уже после освобождения Севастополя, Головня был зачислен стрелком в состав 4-й стрелковой роты 696-го стрелкового полка 383-й Феодосийской стрелковой дивизии. До сентября 1944 года дивизия дислоцировалась в Крыму, а затем была включена в состав 33-й армии 1-го Белорусского фронта и передислоцировалась в Польшу на Пулавский плацдарм. Весь конец 1944 года Головня участвовал в тактических боях на плацдарме по его расширению, и в ходе них стал младшим сержантом, командиром стрелкового отделения.
В январе 1945 года началась Висло-Одерская операция. Части 383-й стрелковой дивизии, входившие в состав 16-го стрелкового корпуса 33-й армии, 14 января 1945 года перешли в наступление с Пулавского плацдарма южнее польского города Томашув и прорвали оборону противника на 2-километровом участке. Младший сержант Головня, как только поступил сигнал, поднялся в атаку и увлёк своё отделение во вражеские траншеи. Когда бойцы были уже в третьих вражеских окопах, из Шляхетского леса вышли вражеские танки и при поддержке пехоты начали надвигаться на рубеж обороны 636-го стрелкового полка. Во время отражения вражеской контратаки Головня лично уничтожил 10 гитлеровцев, а 4-х вместе с ручным пулемётом захватил в плен. Натиск был отражён, и спустя некоторое время был взят крупный опорный пункт врага город Яцына. За отличие в этих боях младший сержант Головня был награждён орденом Славы 3-й степени.
Развивая наступление, 383-я стрелковая дивизия в начале февраля 1945 года вышла к Одеру. В ночь на 5 февраля она форсировала реку на участке Фогельзанг — Фюрстенберг и захватила плацдарм, в центре которого находилось здание заводской фирмы «И. Г. Фарбениндустри». Ещё при подходе к Одеру получил ранение командир взвода, и младший сержант Головня заменил вышедшего из строя командира. Взяв командование взводом на себя, он первым бросился в воду, несмотря на сильный огонь противника. Проваливаясь под лёд, по пояс в ледяной воде, Головня достиг западного берега и в рукопашной схватке лично уничтожил расчёт с ручным пулемётом. Плацдарм был захвачен, и бойцы закрепились на нём, обеспечив переправу роты.
Гитлеровцы предприняли одну за другой 3 яростные контратаки пехоты с танками. Но все они были отражены, при этом взвод Головни уничтожил до 25 вражеских солдат. Фашистам также не помогли 3 ракеты ФАУ-2, сброшенные на плацдарм и не попавшие в цель. В бою на одерском плацдарме Головня был тяжело ранен и эвакуирован в госпиталь.
Указом Президиума Верховного Совета СССР от 24 марта 1945 года за образцовое выполнение боевых заданий командования на фронте борьбы с немецко-фашистскими захватчиками и проявленные при этом мужество и героизм младшему сержанту Головне Александру Антоновичу присвоено звание Героя Советского Союза с вручением ордена Ленина (№ 49140) и медали «Золотая Звезда» (№ 6983).
Вышел из госпиталя Головня в середине апреля 1945 года. 16 апреля началась Берлинская операция. В ходе неё Головня участвовал в освобождении восточной части города Франкфурт (ныне Слубице, Польша), а чуть позже — западной его части. Здесь встретил День Победы.
Почти год Головня служил в Германии в 120-й гвардейской стрелковой дивизии в составе Группы советских оккупационных войск в Германии (ГСОВГ). Демобилизовавшись в 1946 году, поехал в город Днепропетровск, где устроился работать мастером цеха на одном из заводов. В 1952 году вступил в КПСС. В 1959 году Александр Антонович Головня окончил Днепропетровский машиностроительный техникум, после чего работал на Южном машиностроительном заводе до выхода на пенсию. Умер 2 ноября 1996 года. Похоронен в Днепропетровске.

### Награды
- Герой Советского Союза (указ от 24 марта 1945 года, № 49140);[1]
- орден Ленина (24.03.1945);[1]
- орден Отечественной войны 1-й степени (11.03.1985);[2]
- орден Славы 3-й степени (14.02.1945);[3]
  - медали, в том числе:

- - медаль «За взятие Берлина»;
  - медаль «За освобождение Варшавы».

- - «В ознаменование 100-летия со дня рождения Владимира Ильича Ленина» (6 апреля 1970)
  - «За победу над Германией в Великой Отечественной войне 1941—1945 гг.» (9.5.1945)[4]
  - «20 лет Победы в Великой Отечественной войне 1941—1945 гг.» (7 мая 1965[5])
  - «30 лет Победы в Великой Отечественной войне 1941—1945 гг.»[6]
  - Медаль «Сорок лет Победы в Великой Отечественной войне 1941—1945 гг.»[7]
  - Юбилейная медаль «50 лет Победы в Великой Отечественной войне 1941—1945 гг.»[8]
  - «Ветеран труда»
  - «30 лет Советской Армии и Флота»[9]
  - «40 лет Вооружённых Сил СССР»[10]
  - «50 лет Вооружённых Сил СССР» (26 декабря 1967[11])
  - «60 лет Вооружённых Сил СССР» (28 января 1978[12])

- Знак «25 лет победы в Великой Отечественной войне» (1970)

### Память
- Имя Героя увековечено на мемориальной арке в Краснодаре.
- Имя Героя высечено золотыми буквами в зале Славы Центрального музея Великой Отечественной войны в Парке Победы города Москвы.

- На могиле героя установлен надгробный памятник.
- В городе Темрюк на аллее Славы был установлен бюст А. А. Головни.